# Ilha Tatul
A Ilha Tatul (em búlgaro:  остров Татул, ‘Ostrov Tatul’ \'os-trov ta-'tul\) é uma ilha triangular, livre de gelo, fora da costa norte da Ilha Robert nas Ilhas Shetland do Sul, na Antártida. Com aproximadamente 350 m por 200 m, a ilha emergiu como uma entidade geográfica distinta seguindo o recuo da cobertura de gelo da Ilha Robert no final do século XX e no início do século XXI.
A feição recebeu o nome do assentamento de Tatul adjacente ao maior complexo do santuário trácio nas Montanhas Rhodope, na Bulgária, que foi relacionado ao culto de Orfeu.

## Localização
A ilha está localizada em 62° 20′ 03″ S, 59° 32′ 22″ O que está 130 m a norte da Ilha Robert, 550 m a sul-sudoeste dos Rochedos Lientur e 950 m a oeste-noroeste do Cabo Newell. O mapeamento búlgaro inicial foi feito em 2009.

## Mapa
- L.L. Ivanov. Antarctica: Livingston Island and Greenwich, Robert, Snow and Smith Islands. Scale 1:120000 topographic map.  Troyan: Manfred Wörner Foundation, 2009.  ISBN 978-954-92032-6-4